# 金厂沟梁镇
金厂沟梁镇，是中华人民共和国内蒙古自治区赤峰市敖汉旗下辖的一个乡镇级行政单位。

## 行政区划
金厂沟梁镇下辖以下地区：
金厂沟梁村、回族村、下湾子村、段木梁村、石匠沟村、罗洛营子村、四六地村、七协营子村、官营子村、上查干高勒村、下查干高勒村、石桥子村、设力虎村和刘杖子村。